# Salonsaari (ö i Birkaland, Övre Birkaland, lat 62,20, long 23,69)
Salonsaari (finska: Vaskisalo) är en ö i Finland. Den ligger i sjön Vaskivesi och Visuvesi och i kommunen Virdois i den ekonomiska regionen  Övre Birkalands ekonomiska region  och landskapet Birkaland, i den sydvästra delen av landet, 230 km norr om huvudstaden Helsingfors. Öns största längd är 4,4 kilometer i sydöst-nordvästlig riktning.